# بيتروكوب هينسشتي
نادي بيتروكوب هينسشتي لكرة القدم (بالرومانية: Petrocub Hîncești)‏ هو نادي كرة قدم مولدوفي تأسس في 1994 ، يقع مقره الرئيسي في Sărata-Galbenă ‏، ويلعب في الدوري المولدوفي الوطني.